# Crassula alata
Crassula alata (лат.) — вид растений рода Толстянка (Crassula) семейства Толстянковые (Crassulaceae).

## Название
Родовое латинское название Crassula происходит от латинского слова crassus, — «толстый», в основном из-за присутствия у растений этого рода сочных листьев.
Видовой латинский эпитет alata происходит от лат. alatus — «крылатый».

## Ботаническое описание

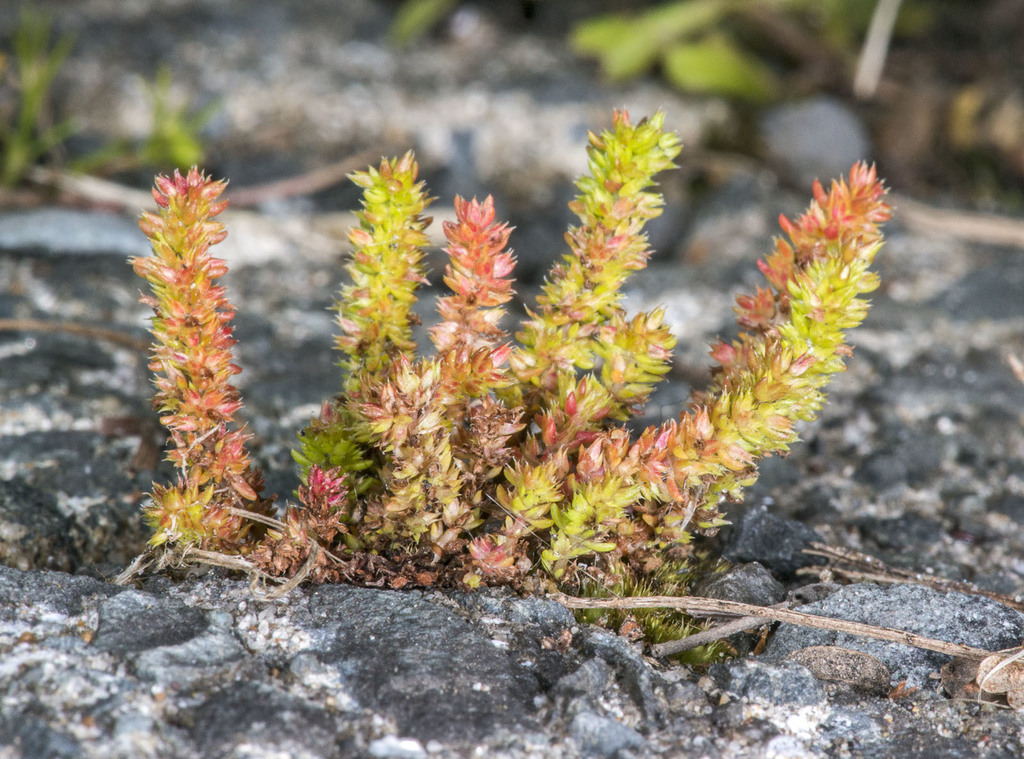
Габитус

Прямостоячий однолетник, достигающий высоты до 12 см, обладает стройной формой и голой поверхностью, часто окрашенной в красноватые оттенки. Листья сидячие, линейно-ланцетные, размерами 3-7 х 0,5-2 мм, с беловатой щетиной на концах.
Цветки состоят из 3-5 частей и располагаются на пазушных побегах, их цветоножки достигают длины до 4 мм. Чашелистики ланцетные, длиной до 1,5 мм, с заканчивающейся щетиной. Лепестки также ланцетные, длиной около 0,8 мм, острые, от белого до красноватого цвета. Семена образуют пары в плодолистике, имеют размер около 0,4 мм и характеризуются ребристой структурой.

## Распространение
Ареал обитания включает следующие территории: Алжир, Балеарские острова, Камерун, Юго-Центральный Китай, Корсика, Кипр, Восточно-Эгейские острова, Египет, Эфиопия, Греция, государства Персидского залива, Иран, Ирак, Кения, Кувейт, Ливан-Сирия, Ливия, Марокко, Намибия, Оман, Пакистан, Палестина, Саудовская Аравия, Сицилия, Сокотра, Сомали, Испания, Судан, Танзания, Закавказье, Тунис, Уганда, Западные Гималаи, Западная Сахара, Йемен.
Вид был интродуцирован в Австралии.

## Таксономия
Crassula alata (Viv.) A.Berger, первое упоминание в H.G.A.Engler, Nat. Pflanzenfam., ed. 2. 18a: 389 (1930).

### Синонимы
- Crassula alata var. trichopoda (Fenzl ex Boiss.) Maire (1977)
- Tillaea alata Viv. (1830)
- Tillaea muscosa var. trichopoda (Fenzl ex Boiss.) Post (1896)
- Tillaea trichopoda Fenzl ex Boiss. (1872), nom. superfl.

### Подвиды
Подтвержденные подвиды (2) в соответствии с данными сайта Plants of the World Online на 2023 год:
- Crassula alata subsp. alata
- Crassula alata subsp. pharnaceoides (Fisch. & C.A.Mey.) Wickens & M.Bywater